# Bisdom Teramo-Atri
Het bisdom Teramo-Atri (Latijn: Dioecesis Teramensis-Hatriensis of Aprutina, Italiaans: Diocesi di Teramo-Atri) is een in Italië gelegen rooms-katholiek bisdom met zijn zetel in de stad Teramo. Het bisdom behoort tot de kerkprovincie Pescara-Penne en is suffragaan aan het aartsbisdom Pescara-Penne.

## Geschiedenis
Het bisdom Teramo werd in de 5e eeuw opgericht. Nadat het op 1 juli 1949 van het bisdom Penne het territorium van het voormalige bisdom Atri toegewezen kreeg, werd het een immediatum met de naam Teramo e Atri. Op 2 maart 1982 werd het bisdom suffragaan gesteld aan het aartsbisdom Pescara-Penne. In 1986 kreeg het bisdom zijn huidige naam.

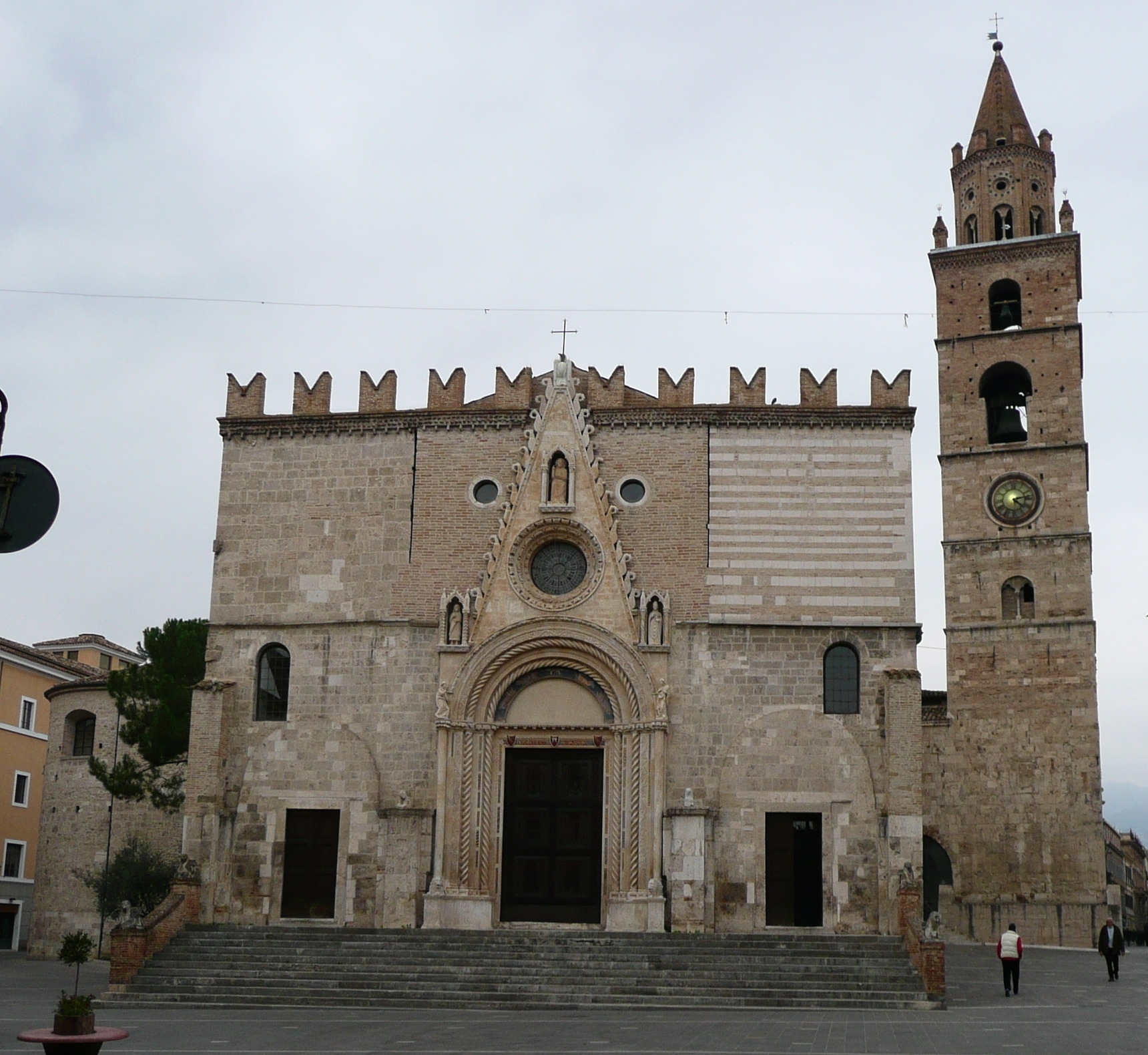
Kathedraal van Teramo
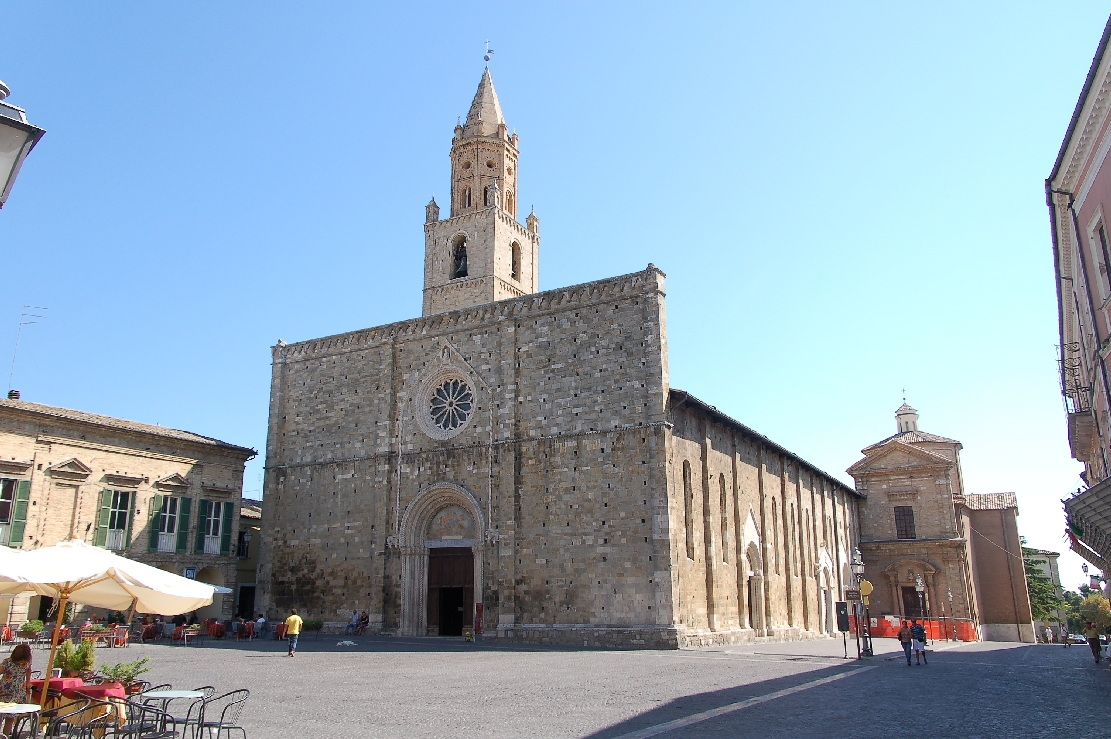
Cokathedraal van Atri